# Iepenpage
De iepenpage (Satyrium w-album) is een vlinder uit de familie Lycaenidae (kleine pages, vuurvlinders en blauwtjes).

## Verspreiding
De soort komt voor van Midden-Engeland en Zuid-Zweden tot Noord- Spanje en van West-Engeland en West-Frankrijk tot Japan. Het waarnemen van de soort is niet eenvoudig: het is een kleine, onopvallende vlinder en de mannetjes verblijven vooral rond de toppen van de hoogste bomen. Waarnemingen in de lage landen gebeuren het makkelijkst in juli, op warme, windstille dagen.

### Nederland
In Nederland was de iepenpage altijd al een zeldzame soort, met voor 1977 populaties in Zuid-Limburg, rond Nijmegen en rond Arnhem. Ook was er in 1965 een waarneming in Bakkeveen, in het zuidwesten van Friesland. Na het uitbreken van de iepziekte in 1977 zijn veel iepen gekapt. Er zijn toen wel jonge iepen teruggeplant, maar de aantallen zijn kleiner dan voor de uitbraak en de eerste jaren droegen deze nieuwe bomen nog geen vrucht en waren nog niet geschikt als waardboom. Rond 1984 verdween ook de laatste populatie op de Bemelerberg en was de soort totaal uit Nederland verdwenen. In 1992 werden bij Heerlen rupsen en poppen gevonden in een stadspark en bij nader onderzoek werd de soort ook aangetroffen op een andere plek op ongeveer 2 kilometer van de eerste vondst. Begin jaren 90 werden ook twee vlinders gezien in Geulle, in 2001 werd een exemplaar gezien bij Nijmegen en in 2004 werd een tweede populatie (naast degene bij Heerlen) ontdekt bij Landgraaf, deze was echter niet blijvend. In 2013 zijn er bij Winterswijk twee iepenpages waargenomen.
De iepenpage staat op de Nederlandse Rode lijst dagvlinders als ernstig bedreigd. Het wordt echter steeds duidelijker geworden dat de vlinder vaker voorkomt dan gedacht. Doordat de vlinder zijn tijd vooral spendeert in de toppen van iepen, is inventarisatie lastig. De soort wordt  zelden "toevallig" waargenomen. Anno 2019 is door gericht onderzoek duidelijk geworden dat de iepenpage in Zuid-Limburg een flink aantal populaties kent.
Anno 2019 is inmiddels duidelijk dat de soort verspreid door het land voor lijkt te komen. Zo zijn er geverifieerde vindplaatsen in Rotterdam en Amsterdam aanwezig, en is recentelijk ook de eerste vindplaats in Flevoland gemeld. De soort blijkt in Noord-Brabant veelvuldig voor te komen, alsmede in Nijmegen en omgeving. De extreem zeldzame status van de soort mag daarmee heroverwogen worden.

### België
In België is de soort eveneens zeldzaam, maar gerichte zoektochten leidden in 2010 tot heel wat meer nieuwe vindplaatsen.
In Wallonië wordt de iepenpage teruggevonden in de Condroz, de vallei van de Samber en de Maas, de Fagne-Famenne en Belgisch-Lotharingen.
In de omgeving van Brussel wordt de soort waargenomen in Elsene, Oudergem, Halle en Sint-Genesius-Rode.
In Vlaanderen werden rond 2010 heel wat iepenpages geteld in de omgeving van Leuven, waar ook nog veel iepen staan. Helemaal in het noorden werd de soort waargenomen in Kalmthout. Nog recentere zoektochten (2012-2013) leidden in de provincie Antwerpen tot waarnemingen in Ranst (Zevenbergenbos), Lier en Mechelen. In 2015 volgden opnieuw nieuwe vindlocaties, in Oost-Brabant en de Kempen.
Uit de recentere waarnemingen kan geconcludeerd worden dat meer gerichte zoektochten zeer waarschijnlijk tot nog meer vindplaatsen kunnen leiden.

## Levenswijze
De iepenpage legt in totaal naar schatting 70-110 eieren bij een eindknop op de buitenste twijgen van de boomkruin van de waardplant. De waardplant van de vlinder is zoals de naam al doet vermoeden de Iep. De iepenpage is bekend van Ruwe iep (Ulmus glabra), Fladderiep (Ulmus laevis) en Gladde iep (Ulmus minor). De soort overwintert als ei op twijgen van de waardplant en komen heel vroeg in het voorjaar uit op het moment dat de waardboom begint te bloeien. De vliegtijd is van begin juni tot eind augustus. De imagines vliegen laat op de dag, en doorgaans alleen hoog in de bomen. Soms komen ze naar beneden en bezoeken soms nectarplanten, dit gebeurt waarschijnlijk alleen als er hoog in de boom onvoldoende honingdauw aanwezig is. De vlinder overwintert als ei bij de eindknoppen van twijgen boven in de iep.

## Biotoop
De vlinder komt voor waar groepjes iepen bij elkaar staan, zowel in bossen als in (stads)parken.

## Ondersoorten
- Satyrium w-album w-album
- Satyrium w-album sutchani Tutt, 1907
- Satyrium w-album fentoni (Butler, 1882)
  - = Strymon fentoni Butler, 1882, typelocatie: Hokkaido (Japan)[5]

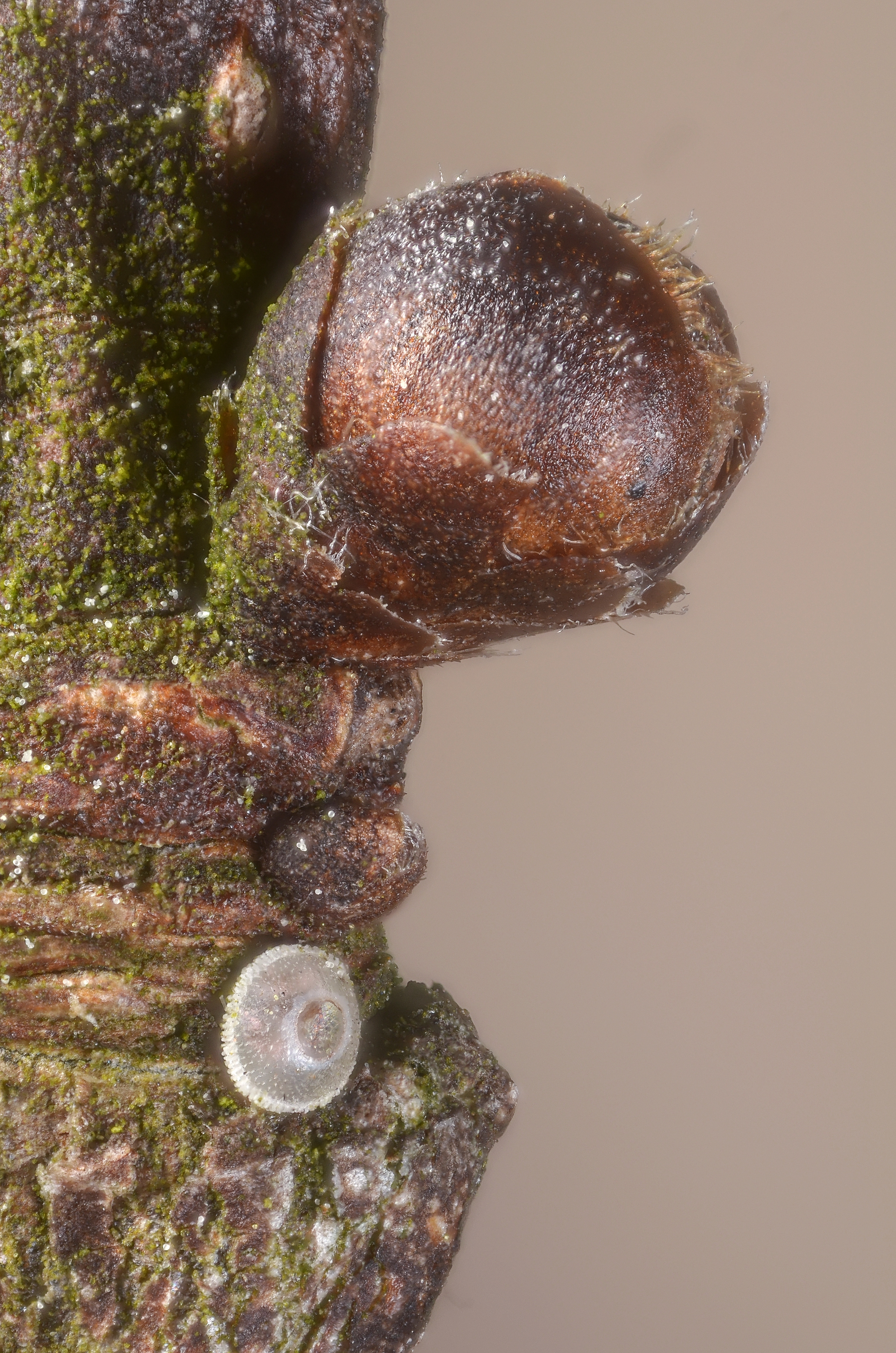
Ei op iep